# Sojuz MS-21
Sojuz MS-21 (ryska: Союз МС-21) är en flygning i det ryska rymdprogrammet, till Internationella rymdstationen (ISS). Farkosten sköts upp med en Sojuz-2.1a-raket, från Kosmodromen i Bajkonur, den 18 mars 2022. Några timmar efter uppskjutningen dockade farkosten med rymdstationen.
Flygningen transporterade Oleg Artemyev, Denis Matveev och Sergey Korsakov till och från rymdstationen.
Den 29 september 2022 lämnade farkosten rymdstationen. Några timmar senare återinträdde den i jordens atmosfär och landade i Kazakstan.

## Besättning
| Befälhavare    | Oleg Artemyev, RSA Hans tredje rymdfärd   |
| Flygingenjör 1 | Denis Matveev, RSA Hans första rymdfärd   |
| Flygingenjör 2 | Sergey Korsakov, RSA Hans första rymdfärd |

## Reservbesättning
| Befälhavare    | Sergey Prokopyev, RSA |
| Flygingenjör 1 | Anna Kikina, RSA      |
| Flygingenjör 2 | Dmitry Petelin, RSA   |